# Dvanáct křesel (román)
Dvanáct křesel (rusky Двенадцать стульев) je satirický román sovětské autorské spisovatelské dvojice Ilf a Petrov z roku 1928, v němž hlavní postava Ostap Bender s kumpánem Hypolitem Vrabčinským hledají poklad diamantů, který má být ukryt v křeslech někdejší šlechtické rodiny.

## Vznik, vydání a ohlas díla
Oděsští novináři a kolegové z redakce novin Gudok Jevgenij Petrov a Ilja Ilf se poprvé spojilo při psaní knihy Dvanácti křesel. Námět jim podle jejich pamětí přinesl Jevgenijův bratr, spisovatel Valentin Katajev. Práce na knize trvala od září do konce roku 1927. V létě 1928 knihu vydalo nakladatelství ZiF. Až do roku 1938 se ale text románu dále vyvíjel, v dalších vydáních autoři některé epizody doplnili nebo přepsali.
Na děj Dvanácti křesel volně navazuje další román Ilfa a Petrova Zlaté tele, v němž se vrací postava Ostapa Bendera.
Po prvním vydání se sovětská kritika knize téměř nevěnovala. V roce 1948 sekretariát Svazu sovětských spisovatelů označil vydání Dvanácti křesel a Zlatého telete za hrubou chybu. Knihy Ilfa a Petrova se dostaly na index až do roku 1956, kdy v chruščovovské éře znovu vyšly v nakladatelství Chudožestvěnnaja litěratura.
Dnes je román považovaný za jeden z vrcholů sovětské literární satiry meziválečné doby. Ostap Benděr bývá srovnáván s Haškovým Švejkem nebo Gogolovým Čičikovem z Mrtvých duší.
Do češtiny Dvanáct křesel poprvé přeložil Josef Dýma a kniha vyšla nákladem Otto Girgala v roce 1933. Druhý překlad od Naděždy Slabihoudové vychází česky opakovaně již od roku 1959.

## Děj
Podvodník Ostap Bender se seznámil s bývalým šlechtickým maršálkem Ippolitem „Kisou“ Vorobjaninovem (v překladu Naděždy Slabihoudové Hypolit Vrabčinský), který se od své tchyně dozvěděl, že poklad jejich šlechtické rodiny byl ukryt před bolševiky do jednoho z dvanácti křesel v jejich jídelně. Křesla ale bolševici zkonfiskovali. Bender s Vorobjaninovem je začali hledat. Křesla ale byla v dražbě rozprodána do různých míst země. Při putování po jejich stopách zažívají hrdinové nejrůznější komické příběhy.
Postupně objevili jedenáct křesel, ale ani v jednom z nich poklad nenašli. Poslední křeslo se dostalo do nového klubu železničářů v Moskvě. Vorobjaninov Bendera v noci před cestou do klubu zabil, aby se nemusel o kořist dělit. V klubu ale zjistil, že poklad již nedlouho před ním našel a vyzvedl tamní hlídač.

## Adaptace
Kniha se stala předmětem celé řady divadelních a filmových adaptací.

### Film
- Česko-polský film uvedl režisér Martin Frič jako první přepis v roce 1933 ve snímku Dvanáct křesel s Vlastou Burianem v roli holiče Ferdinanda Šuplátka, který křesla zdědil po tetě z Varšavy. vytvořené podle Kisy Vorobjaninova. Ostap Benděr se ve filmu jmenuje Vladislav Klepka a hrál ho polský herec Adolf Dymsza.
- Německý film Třináct křesel česko-rakouského režiséra E. W. Ema (1938).
- Americký film režiséra Mela Brookse Dvanáct křesel z roku 1970 patří k nejvěrnějším přepisům předlohy, hlavní roli hrál Frank Langella.
- Sovětský film Dvanáct křesel natočil režisér Leonid Gajdaj (1973) s Arčilem Gomiašvilim v hlavní roli.
- Čtyřdílný sovětský televizní seriál Dvanáct křesel (1976), Ostapa Bendera hrál Andrej Mironov.

## Památky
Kolem 10 soch a pomníků v Rusku i na Ukrajině (Petrohrad, Pjatigorsk, Starobilsk, Elista, Jekatěrinburg a Komariv, Melitopol).